# Mariene ecoregio Zuidoostelijk Brazilië
De Mariene ecoregio Zuidoostelijk Brazilië (180) (Engels: Southeastern Brazil marine ecoregion) is een biogeografische regio en ligt in het zuidwesten van de Atlantische Oceaan in de Mariene provincie Warme Gematigde Zuidwestelijke Atlantische Oceaan (47) in het Marien rijk Gematigd Zuid-Amerika. De mariene ecoregio is vastgesteld door het World Wide Fund for Nature en The Nature Conservancy en is vernoemd naar het zuidoosten van Brazilië.
In het noordoosten grenst het gebied aan de mariene ecoregio Oostelijk Brazilië (76) en in het zuidwesten aan de mariene ecoregio Rio Grande (181).

## Geografie
De mariene ecoregio ligt in het zuidwesten van de Atlantische Oceaan voor een stuk van de zuidoostkust van Brazilië. Het gebied strekt zich uit van de kaap bij Arraial do Cabo tot aan Tubarão en omvat onder andere kust van de steden Rio de Janeiro en São Paulo.
Door het gebied stroomt de Braziliëstroom, onderdeel van de Zuid-Atlantische gyre.

## Biogeografie
Het gebied kent zeeleven dat houdt van gematigde temperaturen.